# Meppel
Meppel est une ville et une commune néerlandaise, située dans la province de Drenthe. en 2022, la population s'élève à 34 779 habitants.

## Géographie
La ville de Meppel est située à l'extrémité sud-ouest de la province de Drenthe, en limite avec l'Overijssel. La commune s'étend autour de la ville sur un territoire de 57,03 km2 qui comprend également le bourg de Nijeveen (ancienne commune avant 1998), les villages de Kolderveen et Rogat, ainsi que divers hameaux.

## Histoire
Meppel est mentionnée pour la première fois dans une charte de 1141, mais ce n'est alors qu'un regroupement de fermes. En 1422, Meppel, alors rattachée à Kolderveen, est érigée en paroisse et obtient de pouvoir construire sa propre église. Le village se développe au XVIe siècle grâce à l'extraction de la tourbe dont Meppel devient un centre de transit pour l'exportation. En 1644, Meppel obtient le droit de cité et de nombreux marchands s'installent dans la ville qui abrite un millier d'habitants au XVIIIe siècle. En 1815, Meppel devient une commune du nouveau royaume des Pays-Bas.
Pendant la Seconde Guerre mondiale, la plupart des Juifs présents dans la ville sont déportés par l'occupant allemand dans les camps de concentration nazis. Sur 250 juifs, seulement 18 ont survécu.
Le 1er janvier 1998, la commune de Meppel s'agrandit de celle de Nijeveen, ainsi que de Nijentap et d'une partie d'Havelterberg (appartenant anciennement à la commune d'Havelte), de Broekhuizen (ancien hameau de Ruinerwold), de Rogat et Schiphorst (détachés de la commune de De Wijk).

## Politique et administration
La commune est dirigée par un conseil municipal de vingt-trois membres élus pour quatre ans.
| Période                                  | Période  | Identité          | Étiquette | Qualité |
| ---------------------------------------- | -------- | ----------------- | --------- | ------- |
| 1998                                     | 2001     | Cees Bijl         | PvdA      |         |
| 2001                                     | 2005     | Peter den Oudsten | PvdA      |         |
| 2005                                     | 2016     | Jan Westmaas      | CDA       |         |
| 2016                                     | En cours | Richard Korteland | VVD       |         |
| Les données manquantes sont à compléter. |          |                   |           |         |

## Économie
Le constructeur suédois de véhicules industriels Scania y dispose d'une unité de peinture pour cabines et châssis. 

## Galerie

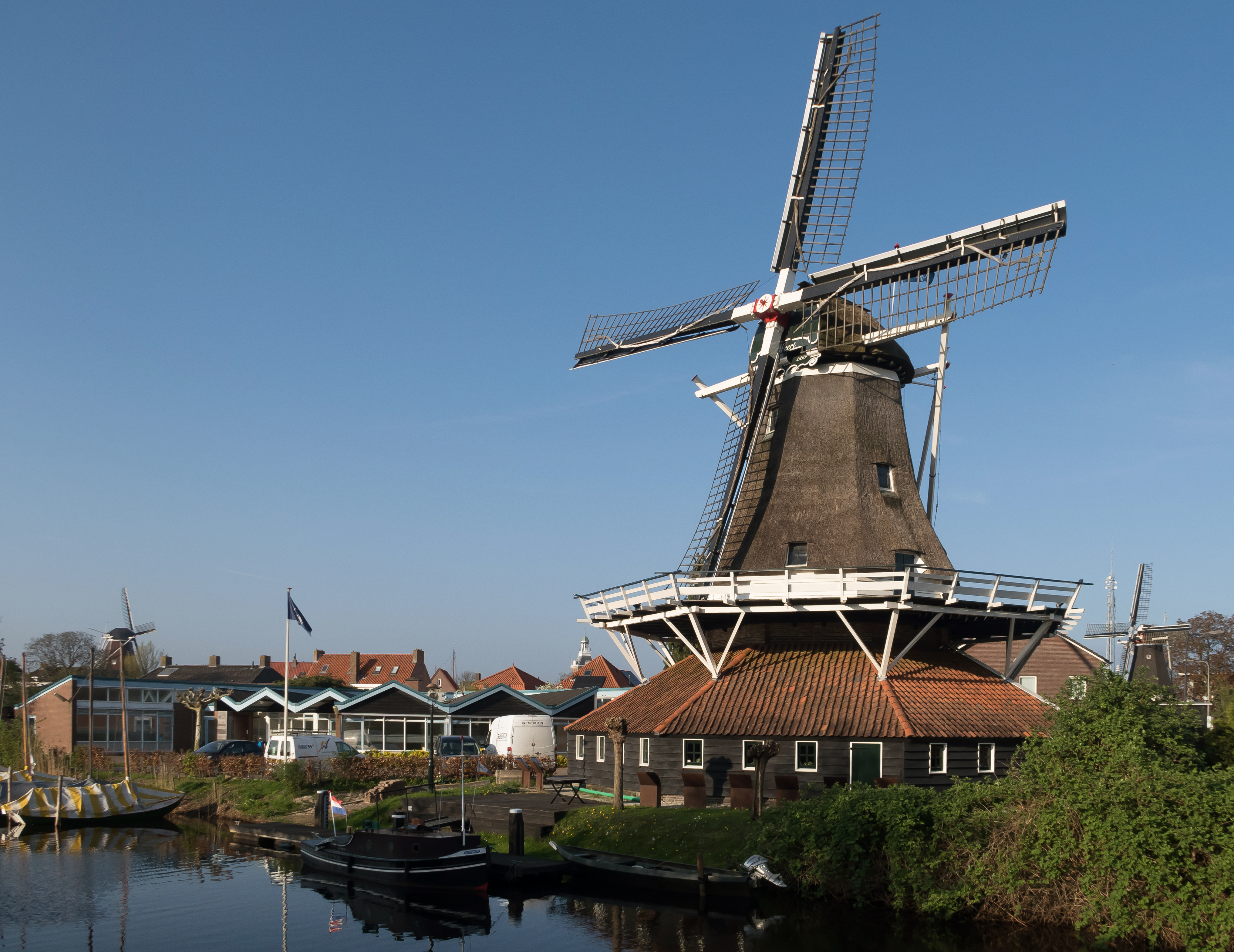
Moulin de Weert.
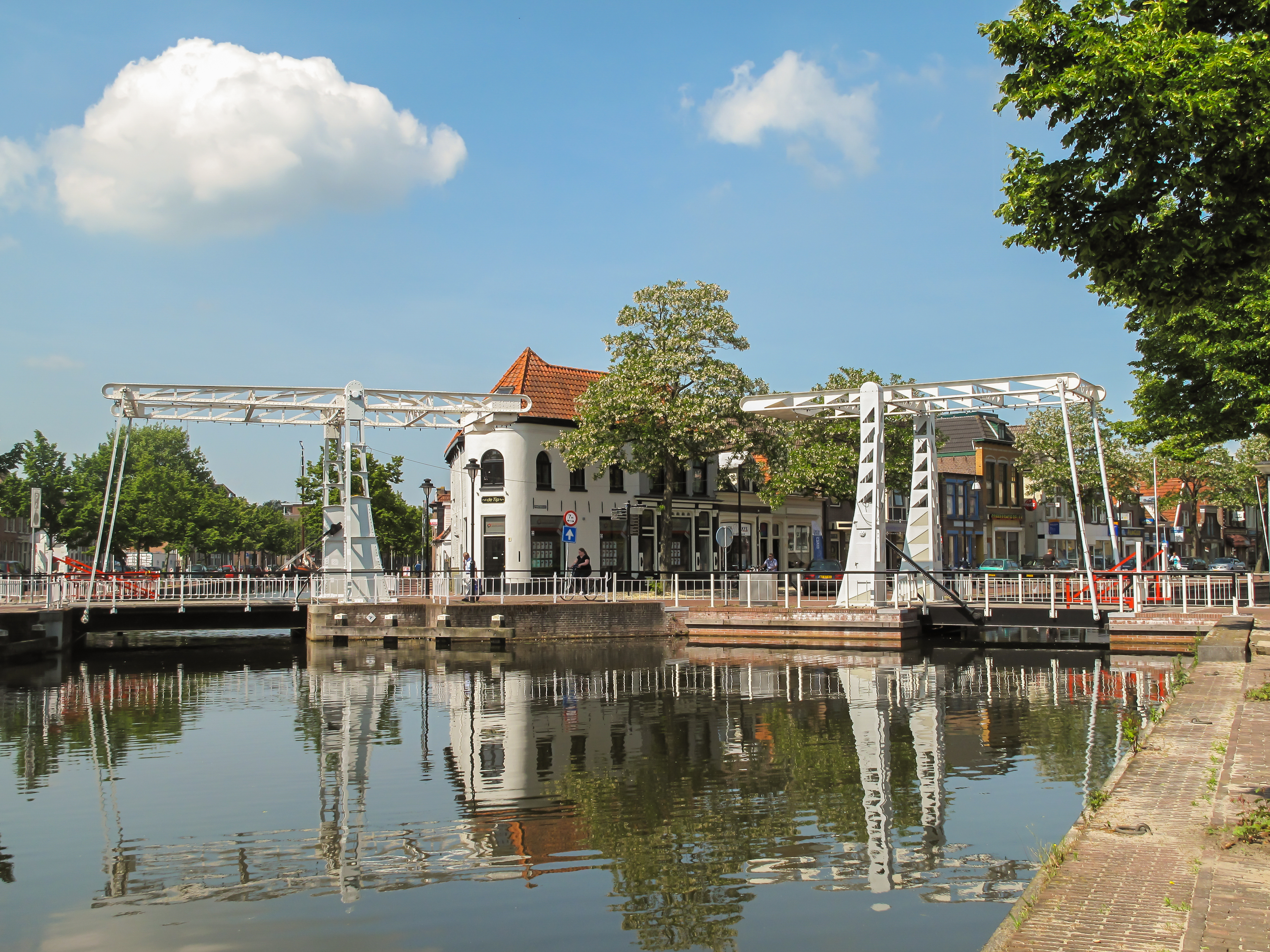
Les deux ponts basculants de Meppel.
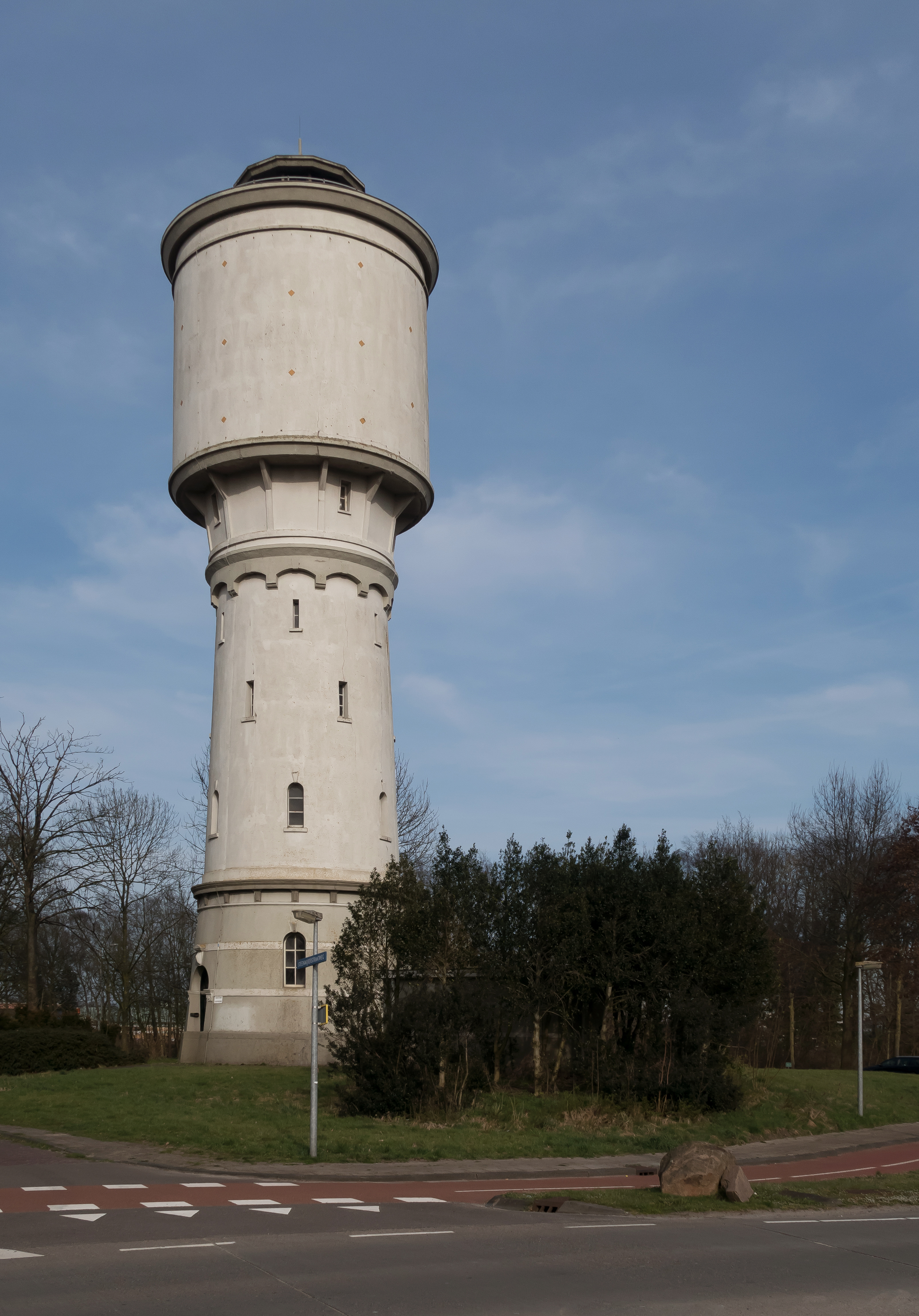
Un petit château d'eau.

## Personnalités
- Jan Mankes (1889-1920), peintre.
- Alix Adams (née en 1962), actrice.